# Osbourne Moxey
 Osbourne Moxey (27 januari 1978) is een Bahamaans atleet, die is gespecialiseerd in het verspringen. Eenmaal nam hij deel aan de Olympische Spelen, maar bleef medailleloos. Hij werd viermaal Bahamaans kampioen bij het verspringen.

## Biografie
Moxey nam deel aan het  WK 2003. In de finale eindigde hij op een achtste plaats. Op de Olympische Spelen van 2004 in Athene geraakte Moxey met een beste sprong van 7,81 m niet door de kwalificaties van het verspringen.
Zijn beste internationale resultaten behaalde Moxey op de Centraal-Amerikaanse en Caraïbische Spelen: in 2005 werd hij tweede, maar in 2009 won hij het verspringen met een sprong van 7,96.

## Titels
- Bahamaans kampioen verspringen – 2002, 2004, 2006, 2007

## Persoonlijke records
Outdoor
| Onderdeel   | Prestatie | Datum           | Plaats      |
| ----------- | --------- | --------------- | ----------- |
| verspringen | 8,19 m    | 9 augustus 2002 | San Antonio |

Indoor
| Onderdeel   | Prestatie | Datum            | Plaats       |
| ----------- | --------- | ---------------- | ------------ |
| verspringen | 7,75 m    | 15 februari 2008 | Fayetteville |

## Palmares

### verspringen
- 2003: 8e WK – 7,93 m
- 2005:  Centraal-Amerikaanse en Caraïbische Spelen – 8,03 m
- 2006: 12e Gemenebestspelen - 7,36 m
- 2006: 5e Centraal-Amerikaanse en Caraïbische Spelen
- 2007: 5e Pan-Amerikaanse Spelen
- 2009:  Centraal-Amerikaanse en Caraïbische Spelen – 7,96 m